# Cavendishia luteynii
Cavendishia luteynii là một loài thực vật có hoa trong họ Thạch nam. Loài này được J.F.Morales mô tả khoa học đầu tiên năm 1996.